# Àhmad ibn Ibrahim ibn az-Zubayr
|  | Per a altres significats, vegeu «Az-Zubayr». |

Abu-Jàfar Àhmad ibn Ibrahim ibn az-Zubayr ibn Muhàmmad ath-Thaqafi al-Assimí, més conegut simplement com a Ibn az-Zubayr, fou un historiador andalusí, nascut a Jaén el 1230 i mort a Granada el 26 d'agost de 1308. Fou cadi i imam de la gran mesquita de Granada.
Va deixar escrits almenys vuit llibres dels que només es conserva la Silat al-Sila amb biografies d'andalusins dels segles xii i xiii.